# Incompetencia cronotrópica
La incompetencia cronotrópica (IC) es la incapacidad de la frecuencia cardíaca para aumentar como se esperaba en respuesta al ejercicio. La condición se puede definir de diferentes maneras y ocurre en diversas enfermedades. Quienes la padecen tienen un mayor riesgo de sufrir enfermedades cardiovasculares y muerte prematura.

## Definición
En personas sanas, el gasto cardíaco durante el ejercicio aumenta mediante un aumento tanto de la frecuencia cardíaca como del volumen sistólico. Cuando el ritmo cardíaco no aumenta lo suficiente, esto puede provocar intolerancia al ejercicio. El IC se puede detectar mediante una prueba de ejercicio cardiopulmonar. Las personas con IC tienen un mayor riesgo de enfermedad cardiovascular y muerte prematura.
Hay diferentes formas de definir CI. Un umbral común es no poder alcanzar el 80% de la frecuencia cardíaca máxima prevista para la edad (APMHR). Se dice que APMHR tiene 220 años. Otro es no poder alcanzar el 80% de la reserva de frecuencia cardíaca esperada, es decir, la diferencia entre la frecuencia cardíaca en reposo del individuo y la APMHR.

## Incidencia
La incompetencia cronotrópica ocurre en diversas enfermedades. Aproximadamente la mitad de las personas con insuficiencia cardíaca la experimentan, en comparación con menos del 9% de los controles sanos de la misma edad. Cuando ocurre junto con problemas con el volumen sistólico, puede provocar una fuerte disminución de la capacidad funcional. Se asocia con la activación del sistema nervioso simpático (parte de la respuesta de lucha o huida) que conduce a niveles más altos de norepinefrina. La IC en personas con insuficiencia cardíaca puede estar relacionada además con el uso de bloqueadores beta, una frecuencia cardíaca en reposo elevada o la regulación negativa de los receptores adrenérgicos beta.
La IC también se observa en personas con apnea obstructiva del sueño. De manera similar a la IC en la insuficiencia cardíaca, posiblemente esté relacionada con el cambio del sistema nervioso autónomo hacia el sistema nervioso simpático. Las personas con diabetes tipo 2 también suelen experimentar IC, al igual que algunas personas con COVID-19 persistente. Las personas con encefalomielitis miálgica/síndrome de fatiga crónica (EM/SFC) también experimentan una respuesta embotada de la frecuencia cardíaca al ejercicio. El IC en EM/SFC es más evidente en el segundo día de una prueba de ejercicio repetida, después de que la primera prueba de ejercicio induce malestar posesfuerzo.